# Sportclub Preußen 06 Münster 2001-2002
Questa voce raccoglie le informazioni riguardanti lo Sportclub Preußen 06 Münster nelle competizioni ufficiali della stagione 2001-2002.

## Stagione
Nella stagione 2001-2002 il Preussen Münster, allenato da Stefan Grädler e Neale Marmon, concluse il campionato di Regionalliga nord al 15º posto.

## Rosa
| N. |                     | Ruolo | Calciatore         |
| -- | ------------------- | ----- | ------------------ |
| 1  | Germania (bandiera) | P     | Thorsten Stuckmann |
| 2  | Germania (bandiera) | D     | Malte Metzelder    |
| 4  | Germania (bandiera) | A     | Daniel Alabi       |
| 5  | Germania (bandiera) | D     | Wilken Harf        |
| 6  | Germania (bandiera) | C     | Carsten Becker     |
| 7  | Germania (bandiera) | C     | Bernd Winter       |
| 8  | Italia (bandiera)   | D     | Giovanni Taverna   |
| 9  | Germania (bandiera) | C     | Stephan Schmidt    |
| 10 | Germania (bandiera) | C     | Michael Kruskopf   |
| 13 | Polonia (bandiera)  | A     | Marek Leśniak      |
| 15 | Germania (bandiera) | C     | Sven Hozjak        |
| 16 | Germania (bandiera) | C     | Stephan Sloot      |
| 17 | Germania (bandiera) | D     | Heiko Kuhn         |

| N. |                       | Ruolo | Calciatore         |
| -- | --------------------- | ----- | ------------------ |
| 18 | Germania (bandiera)   | A     | Carlos Castilla    |
| 25 | Germania (bandiera)   | D     | Roy Nischkowsky    |
| 27 | Germania (bandiera)   | D     | Peter Schyrba      |
| 30 | Germania (bandiera)   | C     | Stephan Küsters    |
| 33 | Germania (bandiera)   | C     | Ingmar Putz        |
|    | Germania (bandiera)   | P     | Michael Jürgen     |
|    | Germania (bandiera)   | D     | Dirk Böcker        |
|    | Germania (bandiera)   | C     | Ovid Hajou         |
|    | Tunisia (bandiera)    | C     | Kais Manai         |
|    | Germania (bandiera)   | A     | Marco Antwerpen    |
|    | Germania (bandiera)   | A     | Julian Lüttmann    |
|    | Kazakistan (bandiera) | A     | Vladïmïr Nïdergaws |

## Organigramma societario
Area tecnica
- Allenatore: Neale Marmon
- Allenatore in seconda:
- Preparatore dei portieri:
- Preparatori atletici:
- Analisi video:

## Calciomercato

### Sessione estiva
| Acquisti | Acquisti        | Acquisti        | Acquisti |
| R.       | Nome            | da              | Modalità |
| -------- | --------------- | --------------- | -------- |
| A        | Marco Antwerpen | Fortuna Colonia |          |
| D        | Dirk Böcker     | Carl Zeiss Jena |          |
| D        | Wilken Harf     | Lubecca         |          |
| P        | Michael Jürgen  | Werder Brema II |          |
| D        | Peter Schyrba   | Duisburg        |          |

| Cessioni | Cessioni           | Cessioni             | Cessioni |
| R.       | Nome               | a                    | Modalità |
| -------- | ------------------ | -------------------- | -------- |
| A        | René Albrecht      | SuS Stadtlohn        |          |
| C        | Max Balster        | Hüls                 |          |
| D        | Andreas Helmer     | Meppen               |          |
| P        | Michael Melka      | Borussia M'gladbach  |          |
| A        | Lars Mettenbrink   | Arminia Bielefeld II |          |
| C        | Slavomir Pocisk    | Schönberg            |          |
| C        | Martin Przondziono | Lubecca              |          |
| A        | Sven Simonsen      | Holstein Kiel        |          |

### Sessione invernale
| Acquisti | Acquisti   | Acquisti               | Acquisti |
| R.       | Nome       | da                     | Modalità |
| -------- | ---------- | ---------------------- | -------- |
| C        | Kais Manai | Eintracht Braunschweig |          |

| Cessioni | Cessioni | Cessioni | Cessioni |
| R.       | Nome     | a        | Modalità |
| -------- | -------- | -------- | -------- |

## Risultati

### Regionalliga

#### Girone di andata
| Arbitro: | Margenberg |

|  |           |                 |
|  | Marcatori | 39’, 57’ Gockel |

| Arbitro: | Stachowiak |

|             |           |             |
| Kallnik 82’ | Marcatori | 32’ Küsters |

| Arbitro: | Keßler |

|              |           |                                            |
| Kruskopf 76’ | Marcatori | 18’ (rig.), 65’ Thioune 38’ (rig.) Everson |

| Arbitro: | Grudzinski |

|                                  |           |            |
| Turgut 40’, 58’ Türkmen 49’, 82’ | Marcatori | 23’ Winter |

| Arbitro: | Bley |

|  |           |                     |
|  | Marcatori | 42’ Nouri 90’ Fiore |

| Arbitro: | Seemann |

|                                   |           |               |
| Bittermann 27’ Walther 81’ (rig.) | Marcatori | 66’ Antwerpen |

| Arbitro: | Steinhaus-Webb |

|                                  |           |         |
| Winter 9’ Antwerpen 44’ Harf 90’ | Marcatori | 71’ Lau |

| Arbitro: | Strampe |

|            |           |                                                   |
| Oelkuch 7’ | Marcatori | 51’, 77’ Leśniak 61’ Küsters 76’ (aut.) Rodrigues |

| Arbitro: | Thomßen |

|                         |           |           |
| Kruskopf 4’ Leśniak 47’ | Marcatori | 72’ Gerov |

| Arbitro: | Margenberg |

|                                      |           |  |
| Mamoum 43’, 54’ Rolfes 48’ Lenze 76’ | Marcatori |  |

| Arbitro: | Aust |

|                                 |           |                                             |
| Shittu 22’ Mayer 26’ Džafić 81’ | Marcatori | 11’ Kruskopf 43’, 44’ Leśniak 54’ Antwerpen |

| Arbitro: | Hoyzer |

|  |           |            |
|  | Marcatori | 75’ Rohwer |

| Arbitro: | Bley |

|                                  |           |  |
| Teixeira 73’, 84’ Weetendorf 89’ | Marcatori |  |

| Arbitro: | Soltow |

|                   |           |                                     |
| Winter 75’ (rig.) | Marcatori | 2’ Tomoski 19’ Kunze 40’, 87’ Broum |

| Arbitro: | Grabanowski |

|             |           |  |
| Lintjens 2’ | Marcatori |  |

| Arbitro: | Winkmann |

|  |           |          |
|  | Marcatori | 63’ Daun |

| Arbitro: | Gagelmann |

|            |           |                 |
| Komade 43’ | Marcatori | 21’, 42’ Winter |

#### Girone di ritorno
| Arbitro: | Minskowski |

|                                     |           |              |
| Schriewersmann 55’ (rig.) Milde 68’ | Marcatori | 15’ Castilla |

| Arbitro: | Hielscher |

|                                                |           |            |
| Castilla 11’, 78’ Manai 34’ Küsters 90’ (rig.) | Marcatori | 83’ Mašlej |

| Arbitro: | Weber |

|                       |           |  |
| Spork 49’ Thioune 85’ | Marcatori |  |

| Arbitro: | Schriever |

|              |           |                                                 |
| Castilla 66’ | Marcatori | 7’ Mbwando 38’ Türkmen 80’ Scharping 85’ Mbidzo |

| Arbitro: | Hems |

|             |           |             |
| Émerson 19’ | Marcatori | 65’ Schyrba |

| Arbitro: | Czech |

|             |           |  |
| Schyrba 12’ | Marcatori |  |

| Arbitro: | Hennecke |

|  |           |                     |
|  | Marcatori | 2’ Harf 30’ Leśniak |

| Arbitro: | Häcker |

|                                                                  |           |                        |
| Castilla 9’, 53’ Antwerpen 15’, 37’ Leśniak 61’ Manai 88’ (rig.) | Marcatori | 16’ Oelkuch 21’ Döpper |

| Arbitro: | Soltow |

|                                            |           |             |
| Dočev 38’ (rig.) Sağlık 59’ Gerov 64’, 71’ | Marcatori | 60’ Leśniak |

| Arbitro: | Thomßen |

|            |           |                                 |
| Winter 57’ | Marcatori | 4’ Mamoum 24’ Rolfes 77’ Valdez |

| Arbitro: | Fleske |

|                       |           |  |
| Becker 20’ Winter 42’ | Marcatori |  |

| Kiel 12 aprile 2002, ore 19:30 CEST 29ª giornata | Holstein Kiel | 0 – 0 referto | Preußen Münster | Holstein-Stadion (1 823 spett.)\| Arbitro: \| Winkmann \| |
| Arbitro:                                         | Winkmann      |               |                 |                                                           |

| Arbitro: | Schößling |

|                                          |           |                             |
| Manai 8’, 71’ Antwerpen 20’ Castilla 61’ | Marcatori | 69’ Weetendorf 86’ Teixeira |

| Arbitro: | Jauch |

|                                           |           |  |
| Grund 26’ (rig.) Heidrich 88’ Tomoski 90’ | Marcatori |  |

| Arbitro: | Gagelmann |

|                         |           |                |
| Winter 29’ Castilla 39’ | Marcatori | 48’, 60’ Iyodo |

| Arbitro: | Minskowski |

|                                                |           |                       |
| Kleine 8’ (rig.) Burkhardt 12’, 73’ Thönes 85’ | Marcatori | 60’ Manai 80’ Leśniak |

| Arbitro: | Weiner |

|           |           |                                |
| Böcker 5’ | Marcatori | 54’ Weber 57’ Fischer 89’ Karp |

## Statistiche

### Statistiche di squadra
| Competizione      | Punti | In casa | In casa | In casa | In casa | In casa | In casa | In trasferta | In trasferta | In trasferta | In trasferta | In trasferta | In trasferta | Totale | Totale | Totale | Totale | Totale | Totale | DR  |
| Competizione      | Punti | G       | V       | N       | P       | Gf      | Gs      | G            | V            | N            | P            | Gf           | Gs           | G      | V      | N      | P      | Gf     | Gs     | DR  |
| ----------------- | ----- | ------- | ------- | ------- | ------- | ------- | ------- | ------------ | ------------ | ------------ | ------------ | ------------ | ------------ | ------ | ------ | ------ | ------ | ------ | ------ | --- |
| Regionalliga nord | 37    | 17      | 7       | 1       | 9       | 29      | 32      | 17           | 4            | 3            | 10           | 20           | 36           | 34     | 11     | 4      | 19     | 49     | 68     | -19 |
| Totale            | 37    | 17      | 7       | 1       | 9       | 29      | 32      | 17           | 4            | 3            | 10           | 20           | 36           | 34     | 11     | 4      | 19     | 49     | 68     | -19 |

### Andamento in campionato
| Giornata  | 1  | 2  | 3  | 4  | 5  | 6  | 7  | 8  | 9  | 10 | 11 | 12 | 13 | 14 | 15 | 16 | 17 | 18 | 19 | 20 | 21 | 22 | 23 | 24 | 25 | 26 | 27 | 28 | 29 | 30 | 31 | 32 | 33 | 34 |
| --------- | -- | -- | -- | -- | -- | -- | -- | -- | -- | -- | -- | -- | -- | -- | -- | -- | -- | -- | -- | -- | -- | -- | -- | -- | -- | -- | -- | -- | -- | -- | -- | -- | -- | -- |
| Luogo     | C  | T  | C  | T  | C  | T  | C  | T  | C  | T  | T  | C  | T  | C  | T  | C  | T  | T  | C  | T  | C  | T  | C  | T  | C  | T  | C  | C  | T  | C  | T  | C  | T  | C  |
| Risultato | P  | N  | P  | P  | P  | P  | V  | V  | V  | P  | V  | P  | P  | P  | P  | P  | V  | P  | V  | P  | P  | N  | V  | V  | V  | P  | P  | V  | N  | V  | P  | N  | P  | P  |
| Posizione | 13 | 14 | 18 | 18 | 18 | 18 | 18 | 15 | 13 | 14 | 15 | 15 | 15 | 16 | 17 | 17 | 17 | 17 | 16 | 16 | 16 | 16 | 15 | 15 | 13 | 14 | 14 | 14 | 13 | 13 | 14 | 15 | 15 | 15 |

Legenda:

Luogo: C = Casa; T = Trasferta. Risultato: V = Vittoria; N = Pareggio; P = Sconfitta.

### Statistiche dei giocatori
| D. Alabi       | 10 | 0 | 2  | 0 |
| M. Antwerpen   | 25 | 6 | 4  | 2 |
| C. Becker      | 19 | 1 | 1  | 1 |
| D. Böcker      | 33 | 1 | 9  | 0 |
| C. Castilla    | 29 | 8 | 6  | 0 |
| O. Hajou       | 2  | 0 | 0  | 0 |
| W. Harf        | 28 | 2 | 3  | 1 |
| S. Hozjak      | 10 | 0 | 1  | 0 |
| M. Jürgen      | 15 | 0 | 0  | 0 |
| M. Kruskopf    | 29 | 3 | 5  | 0 |
| H. Kuhn        | 5  | 0 | 2  | 0 |
| S. Küsters     | 29 | 3 | 9  | 0 |
| M. Leśniak     | 33 | 9 | 8  | 1 |
| J. Lüttmann    | 7  | 0 | 1  | 0 |
| K. Manai       | 14 | 5 | 3  | 0 |
| M. Metzelder   | 23 | 0 | 4  | 0 |
| V. Nïdergaws   | 5  | 0 | 0  | 1 |
| R. Nischkowsky | 26 | 0 | 5  | 2 |
| I. Putz        | 2  | 0 | 0  | 0 |
| S. Schmidt     | 32 | 0 | 14 | 0 |
| P. Schyrba     | 11 | 2 | 3  | 1 |
| S. Sloot       | 12 | 0 | 2  | 0 |
| T. Stuckmann   | 19 | 0 | 2  | 0 |
| G. Taverna     | 15 | 0 | 1  | 0 |
| B. Winter      | 32 | 8 | 9  | 1 |